# Iglesia de Nuestra Señora de la Asunción (Irkutsk)
La Iglesia de Nuestra Señora de la Asunción (en ruso: костёл во имя Успения Пресвятой Девы Марии) también llamada la Iglesia polaca, es una iglesia de estilo gótico situada en Irkutsk, en Siberia, Rusia.
Una primera pequeña iglesia de madera y católica fue construida en 1825 en Irkutsk por los colonose. Se agranda en 1855 , pero se quemó en el gran incendio de la ciudad en julio de 1879. Una nueva estructura de ladrillo es construida por la comunidad polaca entre 1881 y 1883 dedicada a la Asunción de la Virgen María. Su estilo neogótico se diferencia de las iglesias ortodoxas en la forma de la cúpula , como la de El Salvador que se encuentra cerca. Se hizo según los planos del arquitecto polaco Jan Tamulewicz y el interior fue decorado por Wojciech Koperski . El retablo es de 1868. Un nuevo armonio se trajo de los Estados Unidos en 1896 .